# Грузовой автомобиль

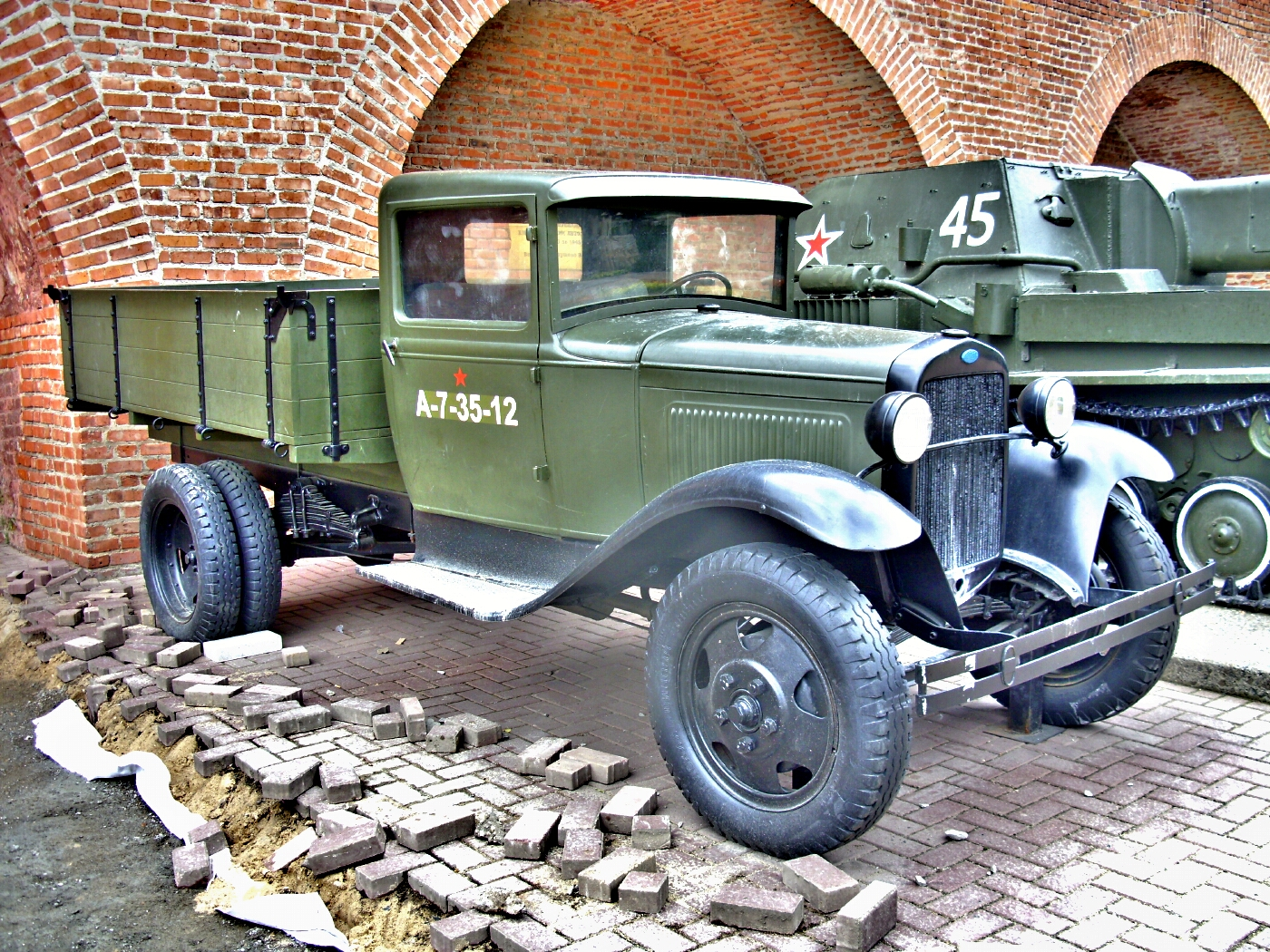
Грузовой (бортовой) автомобиль ГАЗ-АА.

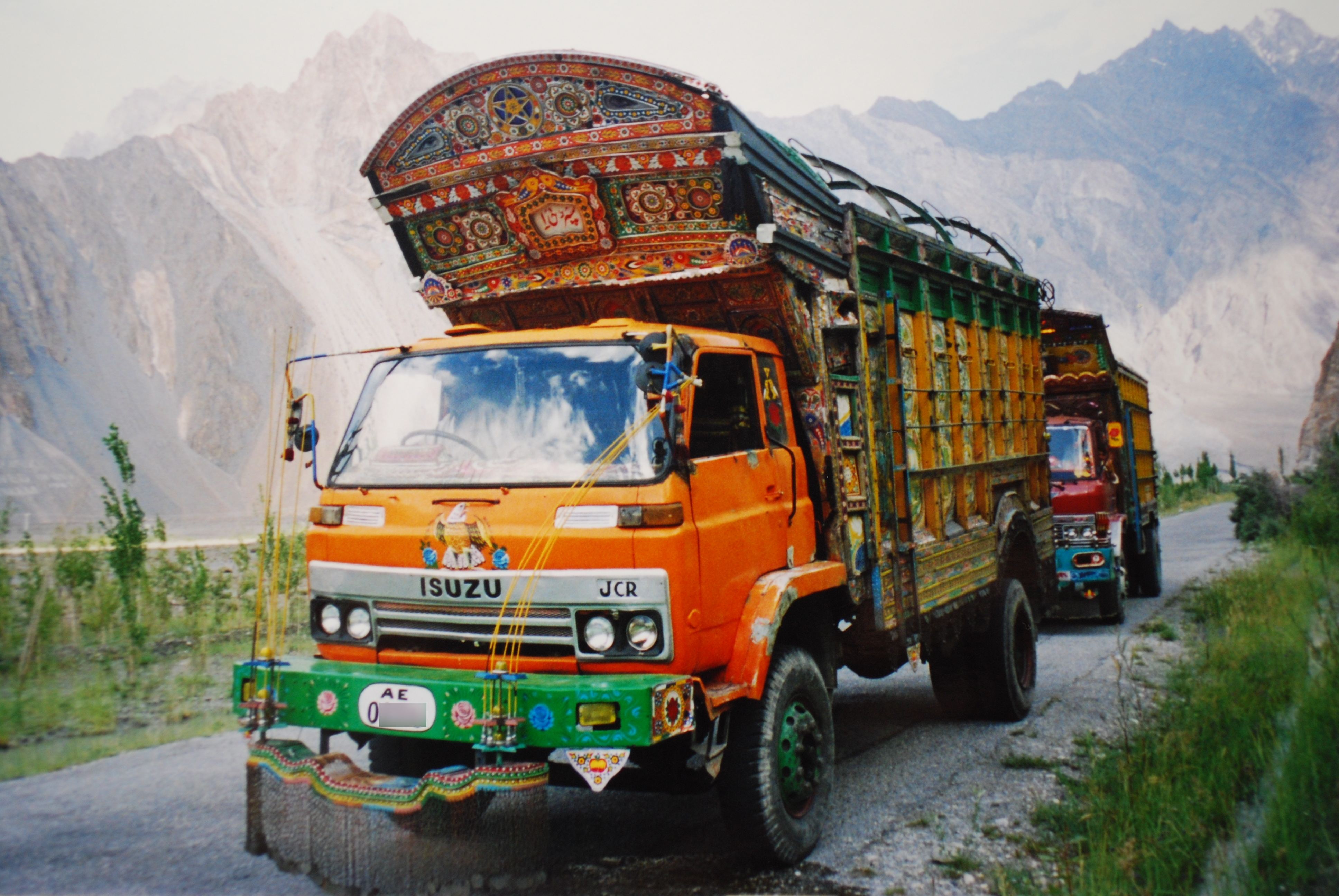
Грузовики на Каракорумском шоссе в Пакистане

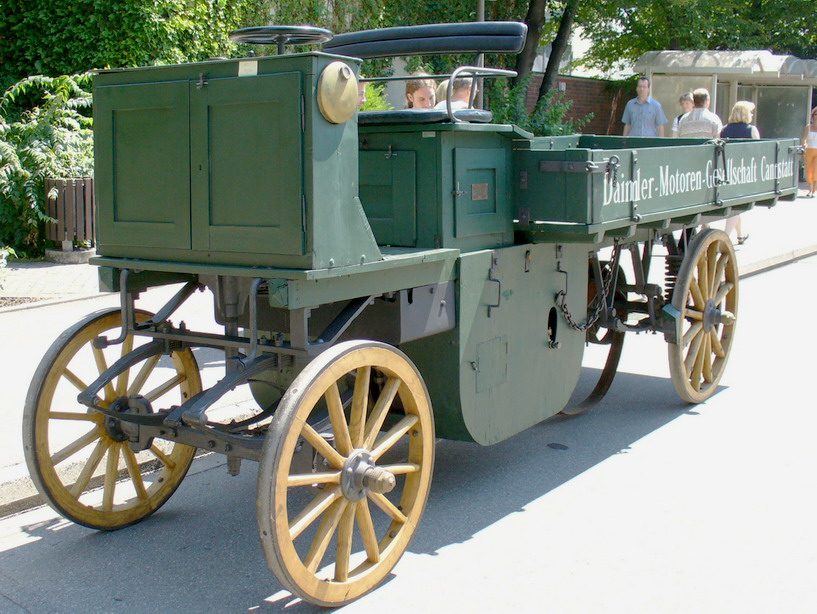
Один из первых в мире грузовиков с ДВС Daimler-Lastwagen, 1896

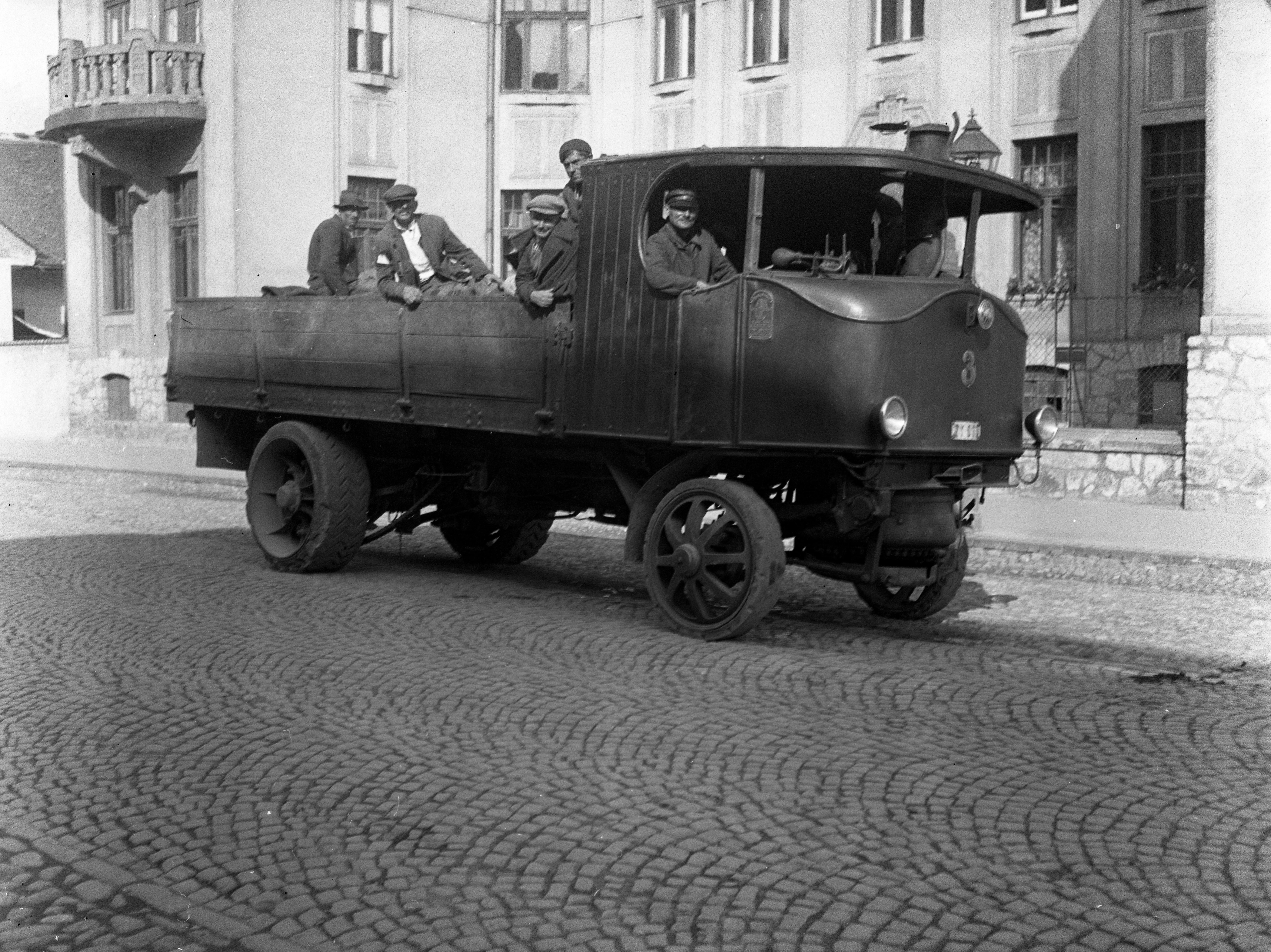
Паровой грузовик Škoda Sentinel в 1939 году.

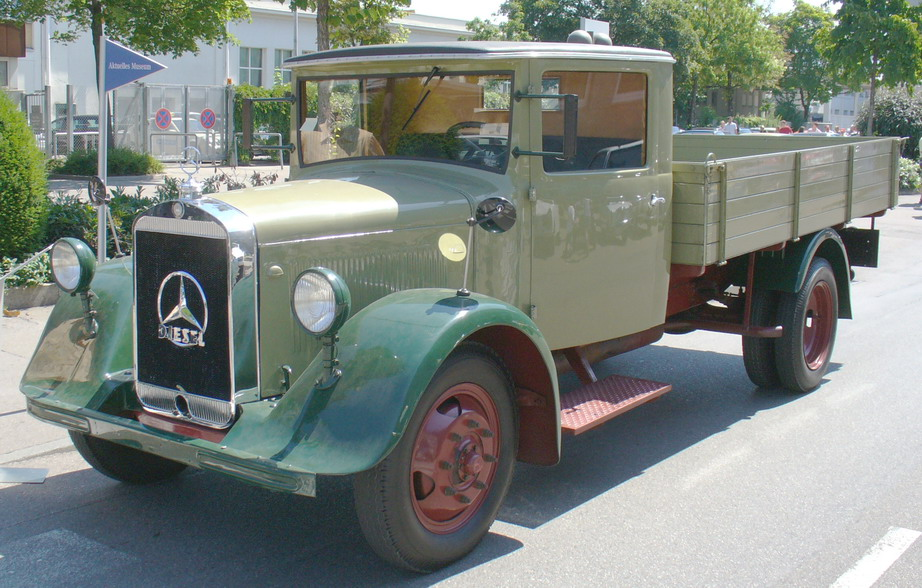
Первый в мире малотоннажный дизельный грузовик Mercedes-Benz Lo 2000 Lastwagen 1932 г.

Грузовой автомобиль (разг. грузовик) — автомобиль, предназначенный для перевозки грузов в кузове или на грузовой платформе. Для обобщённого обозначения машин, созданных на базе грузового автомобиля, некоторыми используется термин грузовая техника.

## История
Первый в мире грузовой автомобиль с двигателем внутреннего сгорания был построен в 1896 году предприятием Готлиба Даймлера, а первый грузовик с дизельным двигателем был выпущен фирмой Карла Бенца в 1923 году.

## Категории по грузоподъемности
- Малотоннажные (для транспортировки грузов весом до 3 тонн);
- Среднетоннажные (для транспортировки грузов весом от 3 до 5 тонн);
- Крупнотоннажные (для транспортировки грузов весом свыше 5 тонн)[1]

## Типы компоновки грузовых автомобилей

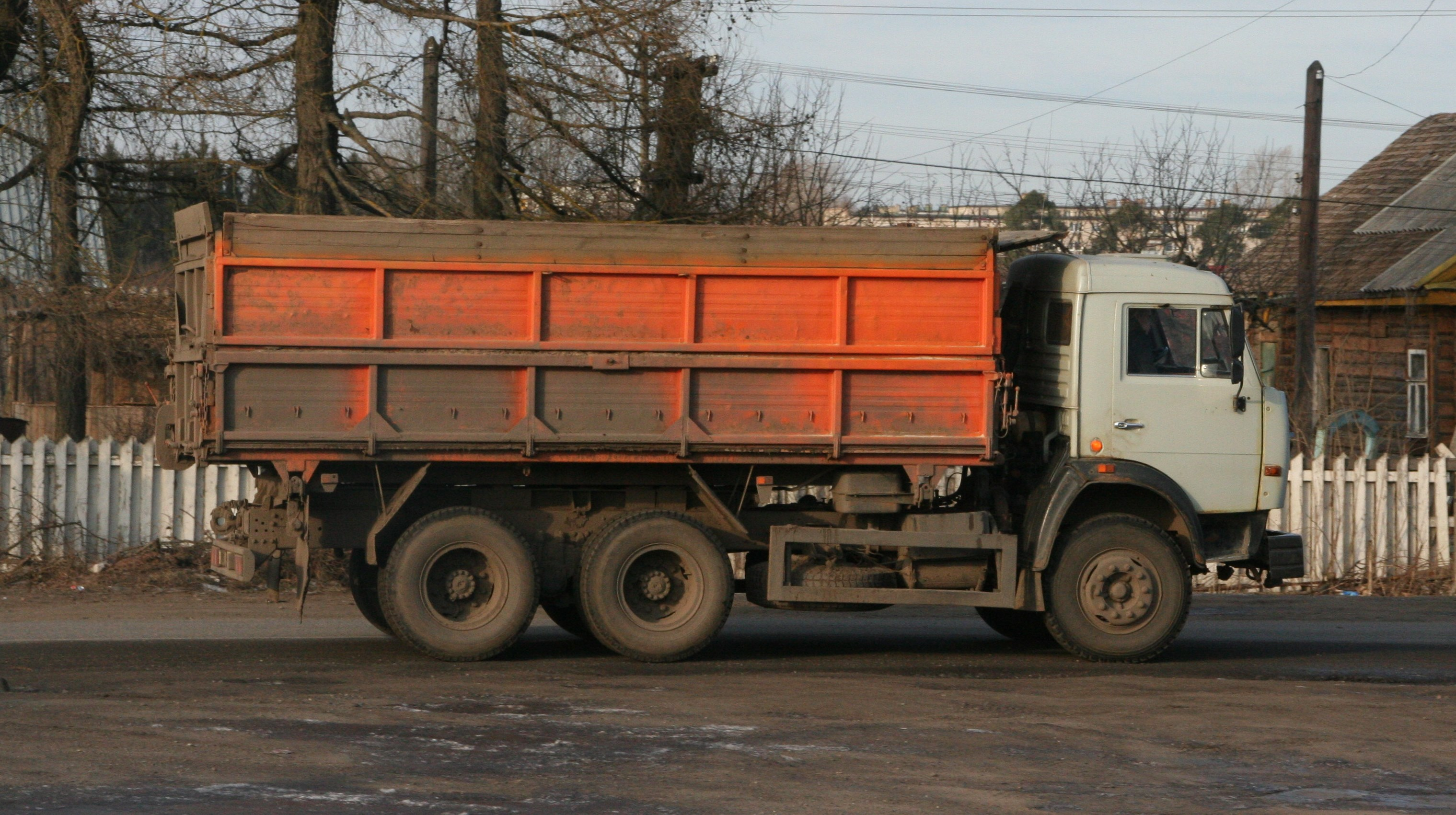
КамАЗ-45143, пример бескапотной компоновки (кабина над двигателем)

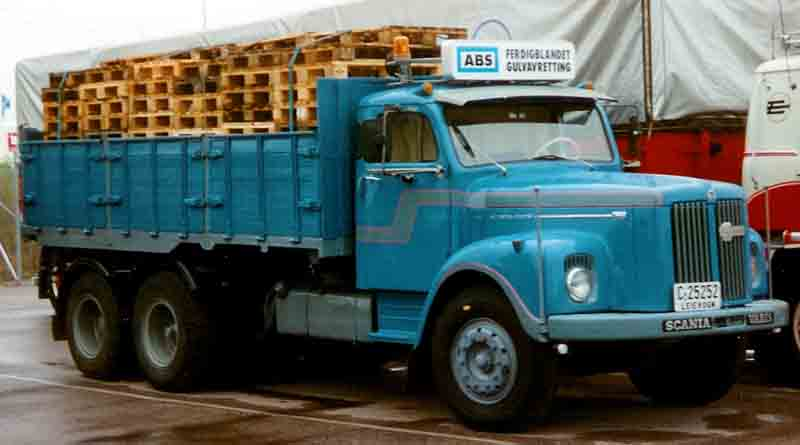
Scania-Vabis L75, пример капотной компоновки

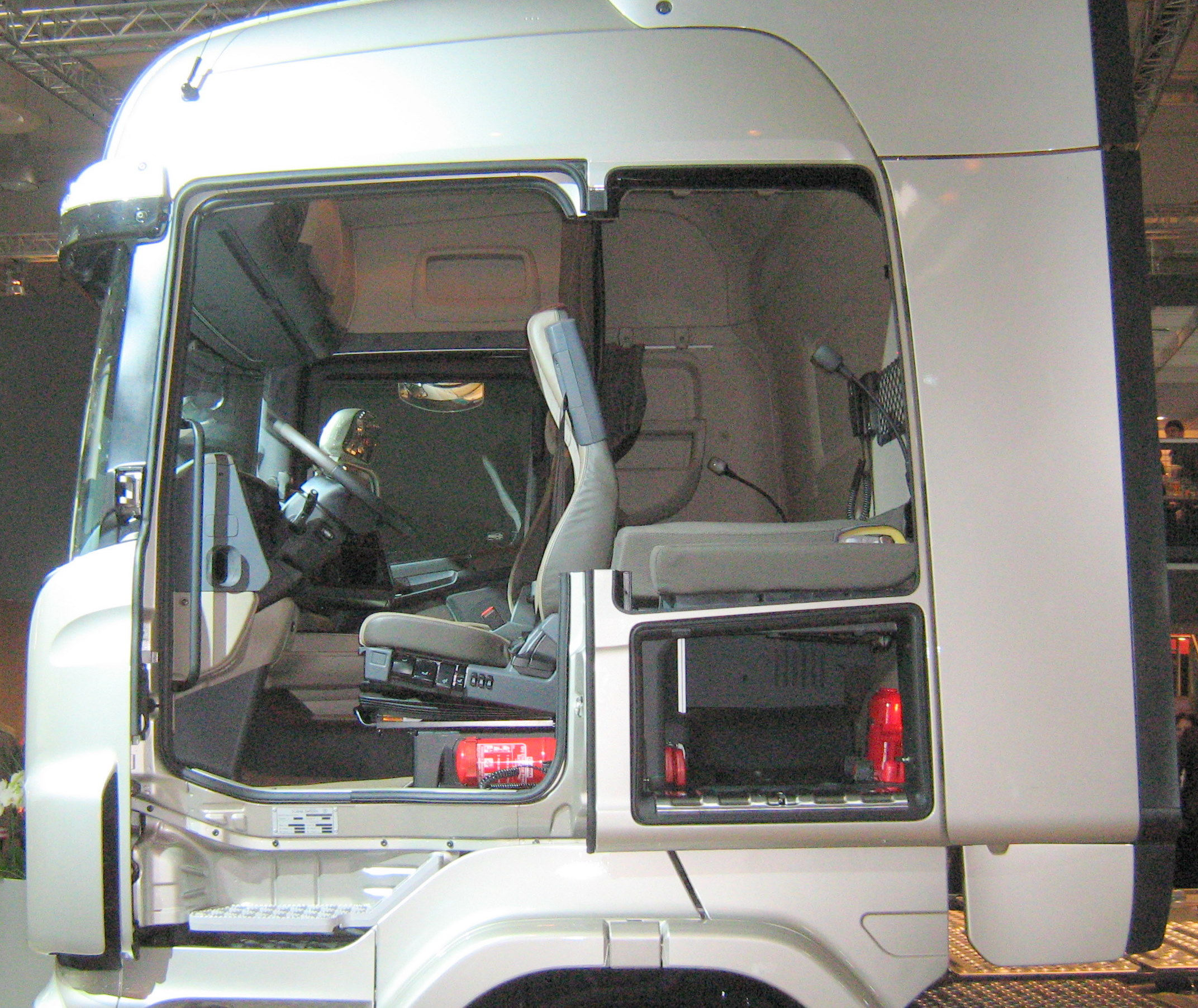
Кабина грузовика фирмы Scania

Грузовые автомобили (грузовики), предназначенные для эксплуатации по дорогам общего пользования (с ограничением по осевой нагрузке), могут быть различной компоновки: бескапотная (кабина над двигателем), капотная или полукапотная, отличаться количеством осей (от двух до пяти и более), коробкой передач (механической или автоматической), типом двигателя (бензиновым, дизельным, газовым, многотопливным, гибридным), но всегда имеют в основе шасси раму лестничного или хребтового типа, предназначенную для установки разнообразных кузовов и платформ. Внедорожные грузовики могут быть и с рамой ломающегося типа (т. н. сочленённой).
Преимуществами бескапотных грузовиков являются лучшая видимость из кабины, обусловленная большой высотой кабины, меньшее количество слепых зон; более высокая маневренность (радиус поворота у такого грузовика меньше). С другой стороны, у капотных грузовиков в случае ДТП моторный отсек становится барьером между водителем и препятствием. Также у бескапотных грузовиков из-за того, что дверь кабины находится на большей высоте, посадка водителя в кабину может быть затрудненной.
Несущая система большинства грузовых автомобилей выполнена в виде рамы, при этом двигатель расположен продольно спереди, ведущие колеса задние (классическая компоновка). У автомобилей, предназначенных для движения по бездорожью, все колеса ведущие (полноприводная компоновка). Легкие грузовые автомобили (полной массой до 3,5 т) могут выпускаться на шасси легкового автомобиля, тогда их компоновка аналогична компоновке базового легкового автомобиля.
Количество осей у грузового автомобиля зависит от его полной массы и разрешенной нагрузки от отдельной оси на дорогу. Чем более тяжелый груз требуется перевозить, тем большее число осей необходимо иметь. Грузоподъёмность одиночных дорожных (многоосных) грузовиков достигает 20—25 т.
Кабины грузовых автомобилей могут быть капотного и беcкапотного типа. Кабины беcкапотного типа, расположенные над двигателем, часто делают откидывающимися, чтобы облегчить доступ к двигателю и другим агрегатам. Кабины современных грузовых автомобилей крепятся к раме не жестко, а с помощью упругих и гасящих элементов: резиновых подушек, пружин, амортизаторов, чтобы сделать более комфортными условия работы водителя.
Сиденье в кабине может быть двух- или трехместным (общим для водителя и пассажиров или раздельным). Кабины магистральных тягачей оборудуют также одним или двумя спальными местами за спинкой сиденья или сверху, кухней, умывальником, телевизором, кондиционером, холодильником, туалетом, системой спутниковой навигации.

## Грузовые автомобили общего назначения, специализированные и специальные

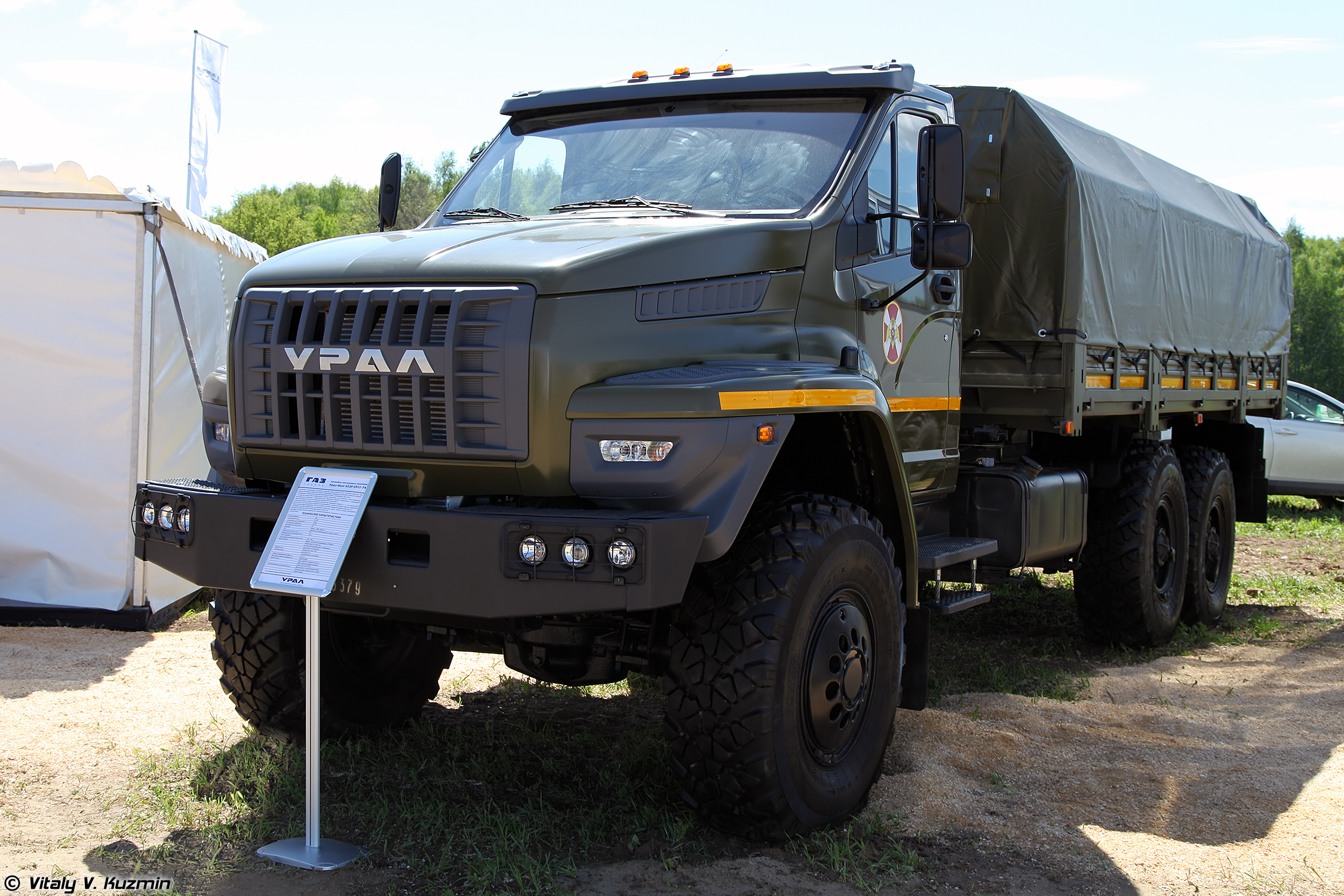
Бортовой грузовик на шасси Урал Next

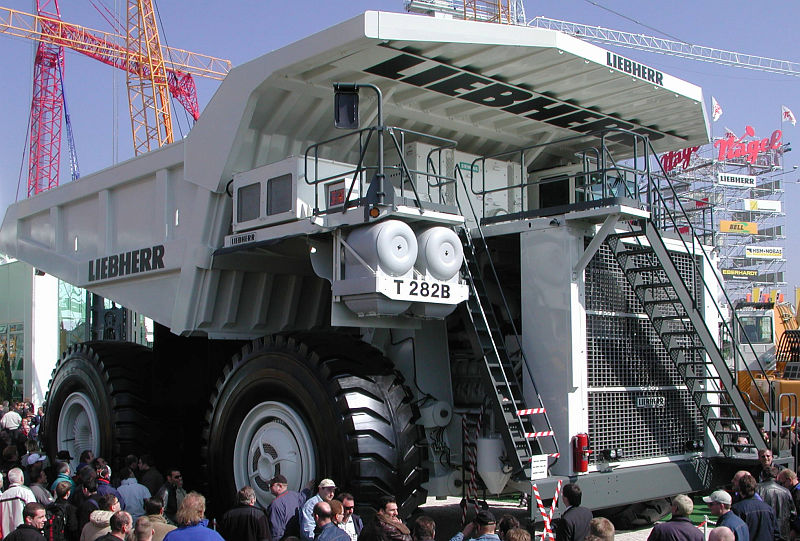
Карьерный самосвал Liebherr

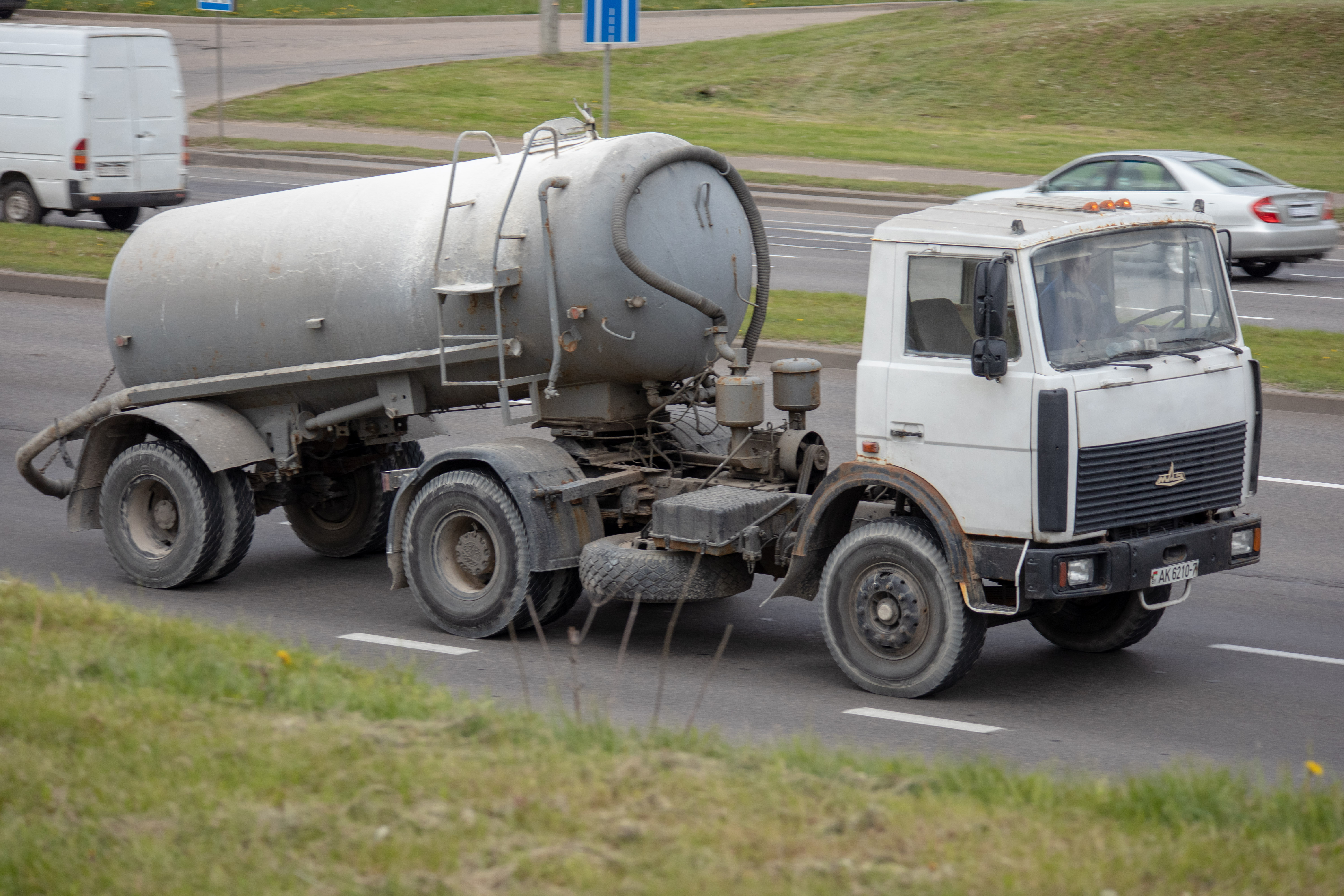
Автоцементовоз на шасси МАЗ-5433

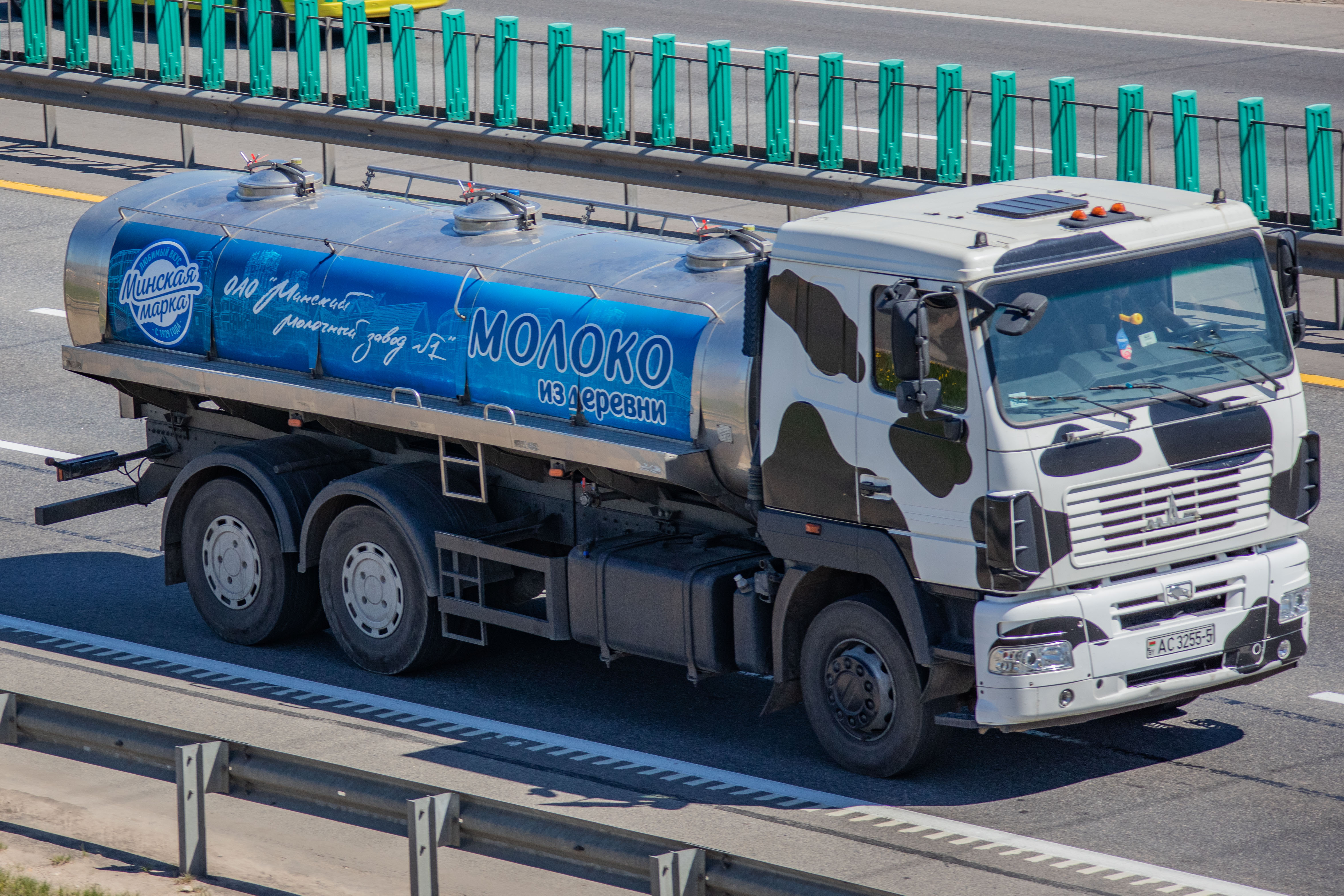
Молоковоз на шасси МАЗ-6312

Базовым типом кузова традиционно, с конца XIX века, считается бортовая платформа, а все остальные относятся либо к специализированным, то есть предназначенным для транспортировки каких-либо определённых видов грузов: для штучных и пакетированных грузов — фургоны, для контейнеров — контейнеровозы, для жидких и сыпучих грузов — цистерны, для навалочных грузов — самосвальные кузова и т. д., либо специальным, где автомобильное шасси выступает лишь в роли транспортёра той или иной технологической установки. К таковым относятся, например, автобетоносмесители, пожарные автомобили, автовышки (для осмотра и ремонта ЛЭП, подвесных электросетей городского электротранспорта, мачт освещения и т. п.), автокраны, передвижные телевизионные станции (ПТС) и т. д.
К наиболее распространённым типам специализированных грузовых автомобилей относятся самосвалы, оснащаемые усиленным металлическим кузовом для перевозки навалочных грузов, разгружаемых методом опрокидывания, для чего предусматривается специальная, как правило, гидравлическая система. По параметрам осевой нагрузки и наружным габаритам самосвалы делятся на дорожные (сельскохозяйственные, строительные и универсальные) и внедорожные (карьерные).
Сельскохозяйственные самосвалы, как правило, оснащают кузовом с трёхсторонней разгрузкой, с бортами с дополнительными надставками, что, например, удобно при перевозке сена и прочих грузов с низкой удельной массой. Строительные самосвалы оснащают кузовами с одно- или двухсторонней разгрузкой, а универсальные — часто краном-манипулятором для самопогрузки. Грузоподъёмность двухосных дорожных самосвалов находится в диапазоне 1,5—12 тонн, а многоосных — достигает 40—45 тонн.
Внедорожные карьерные самосвалы — самые большие из существующих типов автомобилей, предназначены для вывоза породы и строительных материалов из мест открытой разработки полезных ископаемых. Их грузоподъёмность может достигать 503,5 т, а мощность двигателя — 4660 л. с., но более распространены карьерные самосвалы грузоподъёмностью в 20-50 т и 100—200 тонн. По дорогам общего пользования карьерным гигантам запрещено передвигаться из-за массогабаритных ограничений и даже к месту работы их доставляют в разобранном виде.

## Развозные грузовики

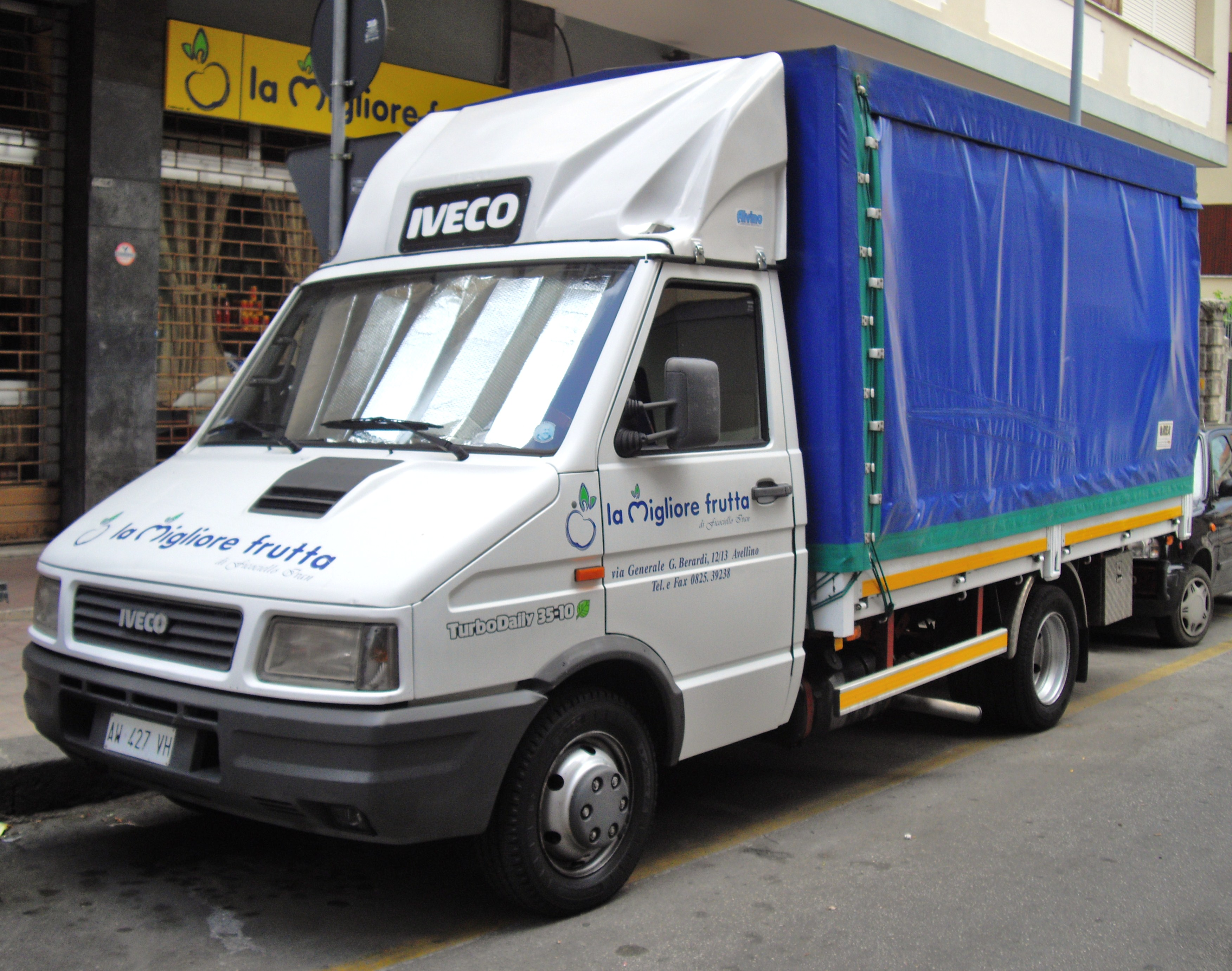
Развозной грузовик Iveco Daily

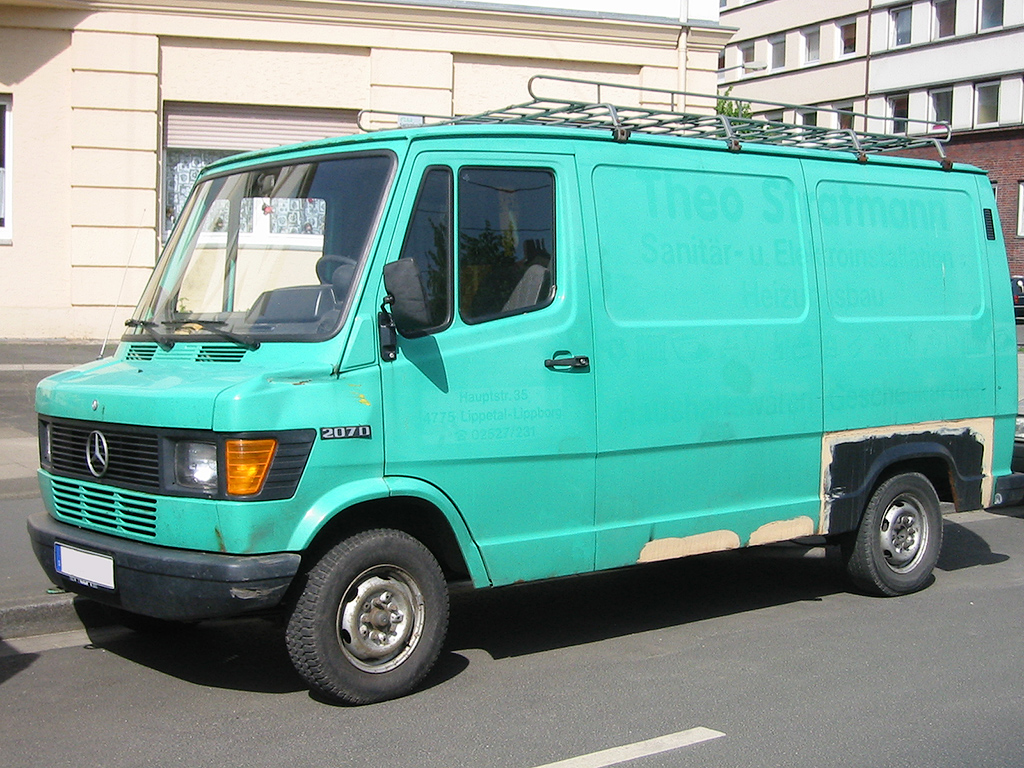
Развозной автомобиль-фургон (Mercedes-Benz TN)

Развозные грузовики — это самые массовые, компактные и лёгкие грузовые автомобили, как правило, с пониженной погрузочной высотой. Большая часть выпускаемых в мире лёгких грузовиков и фургонов относится к классу N1, то есть их полная масса не должна превышать 3,5 т (в США — до 4,54 т), а грузоподъёмность достигает 1,5—1,8 т. Часто грузовики такого типа оснащают цельнометаллическим кузовом типа фургон вагонной или полукапотной компоновки со сдвижными боковыми дверями грузового отсека и распашными задними. Кстати, именно на базе таких фургонов выполнено большинство современных моделей автобусов особо малого класса (M1 и М2), называемых также микроавтобусами. Американская разновидность развозных фургонов (преимущественно почтовых) со сдвижными дверями водительской кабины и увеличенной высотой кузова, приспособленных для быстрого входа-выхода экспедитора, называется мультистоп.
Другим распространённым подвидом развозных грузовиков являются пикапы (от англ. pick-up — подбирать), представляющие собой либо модификацию легкового автомобиля с открытой однобортовой грузовой платформой вместо задней части кузова (ныне распространены преимущественно в Европе), либо специально разработанную модель с шасси рамного типа (Северная и Южная Америки и страны Азии) и кабиной различной вместимости: от одинарной 2-3-местной до сдвоенной 5- 6-местной. В последней четверти XX века именно пикапы, ранее популярные преимущественно среди фермеров, стали бестселлерами североамериканского автомобильного рынка (ежегодные продажи только одной модели Ford F-серии превышают 1 млн в год) и в силу прожорливости своих многоцилиндровых (V8 и V10) бензиновых двигателей (дизели на грузовых автомобилях 1—3 классов грузоподъемности в США мало распространены) спровоцировали повышение нефтяных цен в 2000-е годы. В то же время подавляющую часть европейских и азиатских развозных грузовиков оснащают экономичными дизельными двигателями.
В России по состоянию на 2020 год развозные грузовики, фургоны и пикапы категории N1 производят предприятия: ГАЗ (семейства «Соболь», ГАЗель Бизнес и ГАЗель NEXT), УАЗ (семейства СГР и «Профи»), АВТОВАЗ (серия LADA Largus), «ПСА ВИС-АВТО» (серии ВИС-2346 и LADA 2390), «Форд Соллерс Елабуга» (семейство Ford Transit), «ПСМА Рус» (серии Citroën Jumpy, Citroën SpaceTourer, Peugeot Expert, Peugeot Traveller, Opel Vivaro и Opel Zafira Life, «ИСУЗУ-РУС» (серия Elf 3.5), «ГК Автотор» (серия Hyundai HD35/ HD35 City), а также ряд кузовостроительных фирм на шасси отечественных и иностранных марок.
Развозные грузовики часто оснащают штатными и навесными гидролифтами.

## Тягачи

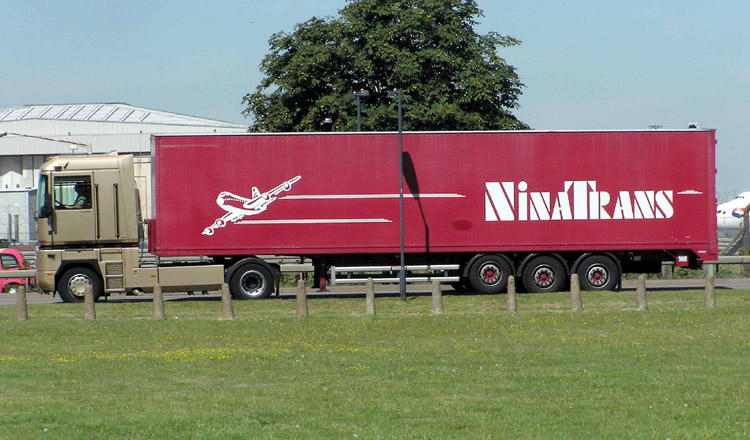
Тягач Renault Magnum с полуприцепом

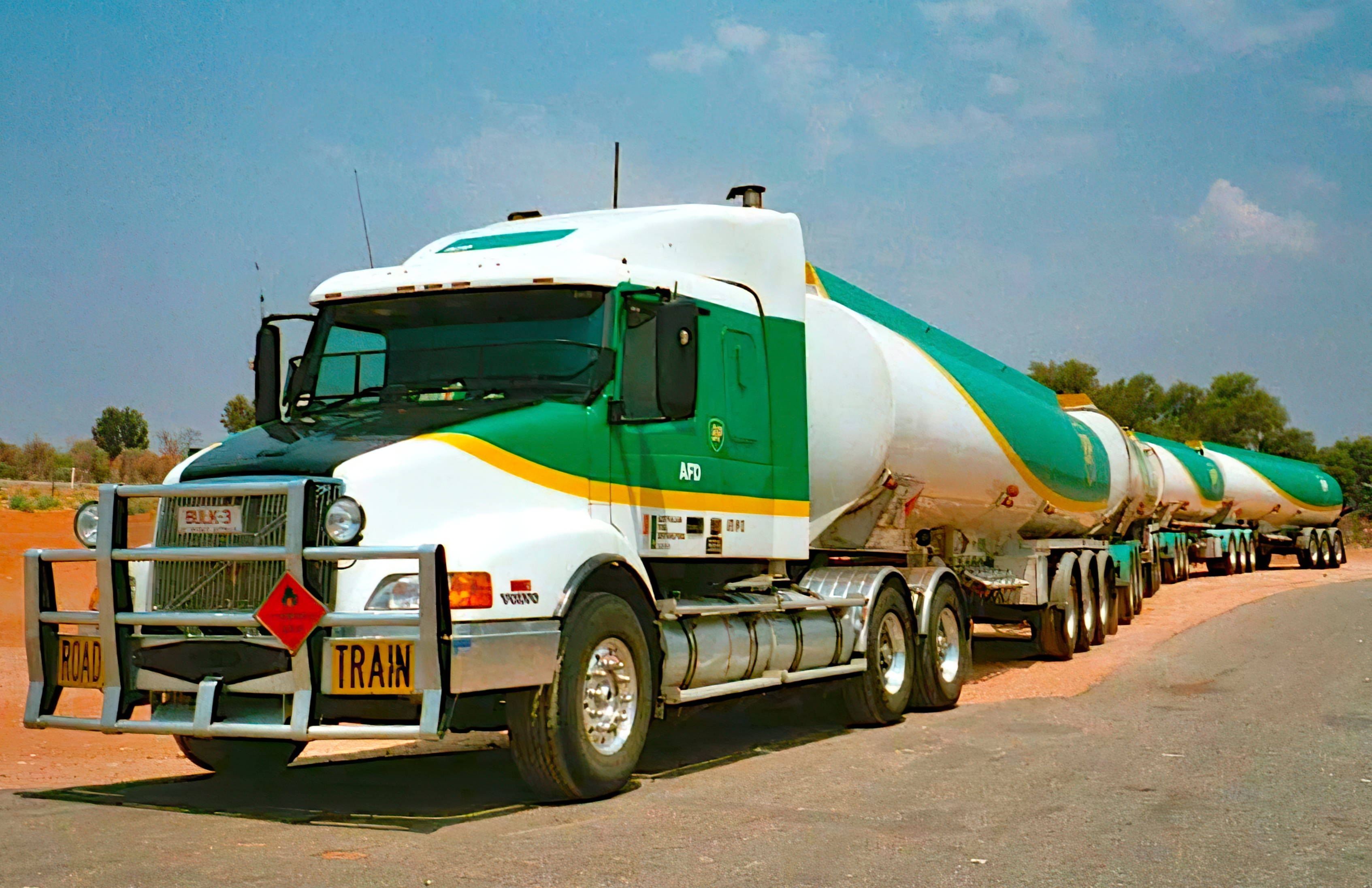
Автопоезд, Австралия

Магистральные автомобили-тягачи предназначены для перевозок грузов в составе автопоездов, то есть работы вместе с одним или более прицепом и (или) полуприцепом. Для работы с полуприцепами предназначены седельные тягачи, оснащённые вместо кузова специальным седельным устройством (седлом), позволяющим быстро сменять прицепной состав. В Европе полная масса автопоездов ограничена 44 тоннами, но в некоторых странах, например, Швеции и Финляндии, она увеличена до 60 тонн. В Австралии на внутриконтинентальных дорогах встречаются и более тяжёлые автопоезда полной массой до 105 тонн, число прицепов у которых доходит до четырёх-пяти.
Американские тягачи, как правило, выполнены по классической капотной компоновке, а европейские из-за ограничения длины автопоезда — с компоновкой «кабина над двигателем». В настоящее время все магистральные тягачи оснащают исключительно дизельными и турбодизельными двигателями, хотя ещё в 1950-60-х годах проводились эксперименты по применению на тягачах газотурбинных установок (ГТД). Во всём мире для буксировки прицепов-тяжеловозов и перевозки сверхтяжёлых грузов используют так называемые балластные тягачи с укороченным кузовом, заполненным специальным балластом для увеличения сцепного веса. Мощность их двигателей может достигать 800—1200 л. с., а полная масса такого автопоезда-супертяжеловоза — превышать 2000 тонн.

## Марки грузовых автомобилей

### Производимые за пределами России и СНГ
- Ashok Leyland
- Astra (англ. Astra)
- Avia
- Bei Ben Heavy-Duty Truck
- BMC
- Bremach
- CAMC
- Changan
- Chery
- Chevrolet
- Citroen
- CNHDT
- DAF
- Dayun
- Dongfeng
- ED Truck
- FAW
- Fiat
- Foden
- Ford
- Foton
- Freightliner
- GMC
- Great Wall
- Hino Motors
- Hyundai
- Isuzu
- Iveco
- JAC
- Jelcz
- JMC
- Kenworth
- Kia
- Lifan
- Mack
- MAN
- Mazda
- Mercedes-Benz
- Mitsubishi
- Multicar
- Navistar
- Nissan
- Opel
- Peugeot
- Peterbilt
- Piaggio
- RAM
- Renault
- Renault Trucks
- SAIC
- Scania
- Sisu
- Shacman
- Sonacome
- Tata
- Tatra
- Terberg
- Tesla
- Toyota
- Vauxhall
- Volkswagen
- Volvo
- Western Star

### Производимые в России и СНГ
По фактическому положению на начало 2018 года в России и странах СНГ производились следующие марки грузовых автомобилей:
- Автотор (Калининград) — SKD-сборка грузовиков марок Kia (прекращена), SKD (с 2011 года) и CKD (с ноября 2017 года) сборка марки Hyundai, TATA-Daewoo (SKD-сборка в 2015 году ограничилась единичными экземплярами), совместное с Ford Otosan производство Ford Trucks.
- БАЗ (Брянский автомобильный завод)/ другое название БЗКТ (Брянский завод колёсных тягачей) — с 1966 года (в 1993—1996 гг. ограниченный выпуск 1,5-тонного LCV модели БАЗ-3778)
- БелАЗ (Белорусский автомобильный завод) — с 1958 г.
- ВИС (ВазИнтерСервис, группа Сок, АВТОВАЗ) — с 1994 г. (с 2014 г. в составе АВТОВАЗ)
- Вольво (Вольво Восток) (Зеленоград) — с 2003 г., (Калуга) — с 2010 г.
- ГАЗ (Горьковский автомобильный завод, Группа ГАЗ) — с 1932 г.
- Мицубиси Фусо (ДАЙМЛЕР КАМАЗ РУС, ранее Мицубиси Фусо РУС — с 2011 г. (CKD-сборка Mitsubishi Fuso Canter)
- ИВЕКО-УралАЗ (совместно с Iveco) — с 1992 г.
- ИСУЗУ ИСУЗУ РУС, ранее «СОЛЛЕРС-ИСУЗУ» — с 2006 г.
- КАМАЗ (Камский автомобильный завод) (Набережные Челны) — с 1976 г.
- КрАЗ (Кременчугский автомобильный завод) — с 1959 г.
- МАЗ (Минский автомобильный завод) — с 1947 г.
- МАЗ-МАН (совместно с MAN AG) — с 1998 г.
- MAH (МАН РУС) — с 2014 г.
- Мерседес-Бенц ДАЙМЛЕР КАМАЗ РУС, ранее МБТВ (совместно с Daimler AG) (Набережные Челны) — с 2010 г.
- МЗКТ (Минский завод колёсных тягачей) — с 1991 г. (в 1954—1991 гг. — подразделение МАЗа)
- НефАЗ (Нефтекамский автомобильный завод) (Группа «КАМАЗ») — с 1977 г.
- Рено (Renault Trucks) (Калуга) — с 2009 г.
- САЗ (Саранский завод автосамосвалов) (Группа ГАЗ) — с 1960 г.
- Скания (Скания РУС), ранее Скания-Питер (Шушары) — с 2010 г.
- Тонар (Машиностроительный завод «Тонар») (Ликино-Дулёво) — с 2011 г. (как производитель автоприцепов — с 1990 г.)
- УАЗ (Ульяновский автомобильный завод, (Группа «Соллерс») — с 1942 г.
- Урал (АЗ «Урал» (Миасс), (Группа ГАЗ) — с 1944 г.
- Форд («Форд Соллерс Елабуга») — с 2014 г.

#### Производимые ранее
Следующие марки грузовых автомобилей производились ранее в России и странах СНГ, но их выпуск был прекращен:
- АМУР («Автомобили и моторы Урала» (Новоуральск) — с 1977 г. как УАМЗ (филиал ЗИЛа), с 2004 г. как АМУР (в 2012 г. производство грузовых автомобилей свёрнуто)
- ЗИЛ (АМО ЗИЛ (Москва)) — 1916—2016 гг. (в 2015 г. предприятие признано банкротом, производство грузовых автомобилей свёрнуто в 2016 г.)
- ЗИЛ-ММЗ (Метровагонмаш (Мытищи, Вышний Волочёк)) — 1947—2013 гг. (производство самосвалов на шасси ЗИЛ прекращено в 2013 г.)
- Иж (ИжАвто, группа Сок, АВТОВАЗ) — с 1968 г. (производство LCV Иж-27175 прекращено в 2012 г., ныне предприятие именуется LADA Ижевск)
- КЗКТ (Курганский завод колёсных тягачей) — 1950 г. (в 2011 г. предприятие признано банкротом, фактическое производство внедорожных колесных тягачей прекращено в 2009 г.)
- Яровит (производство Ленинградского металлического завода) — с 2004 г. (фактически производство автомобилей «Яровит» остановлено в 2013 г.)